# Superninja 3066

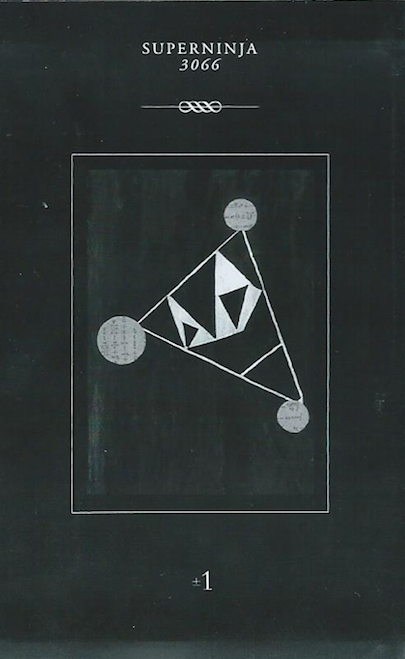
Portada del álbum -1 +1 (2005) Superninja 3066

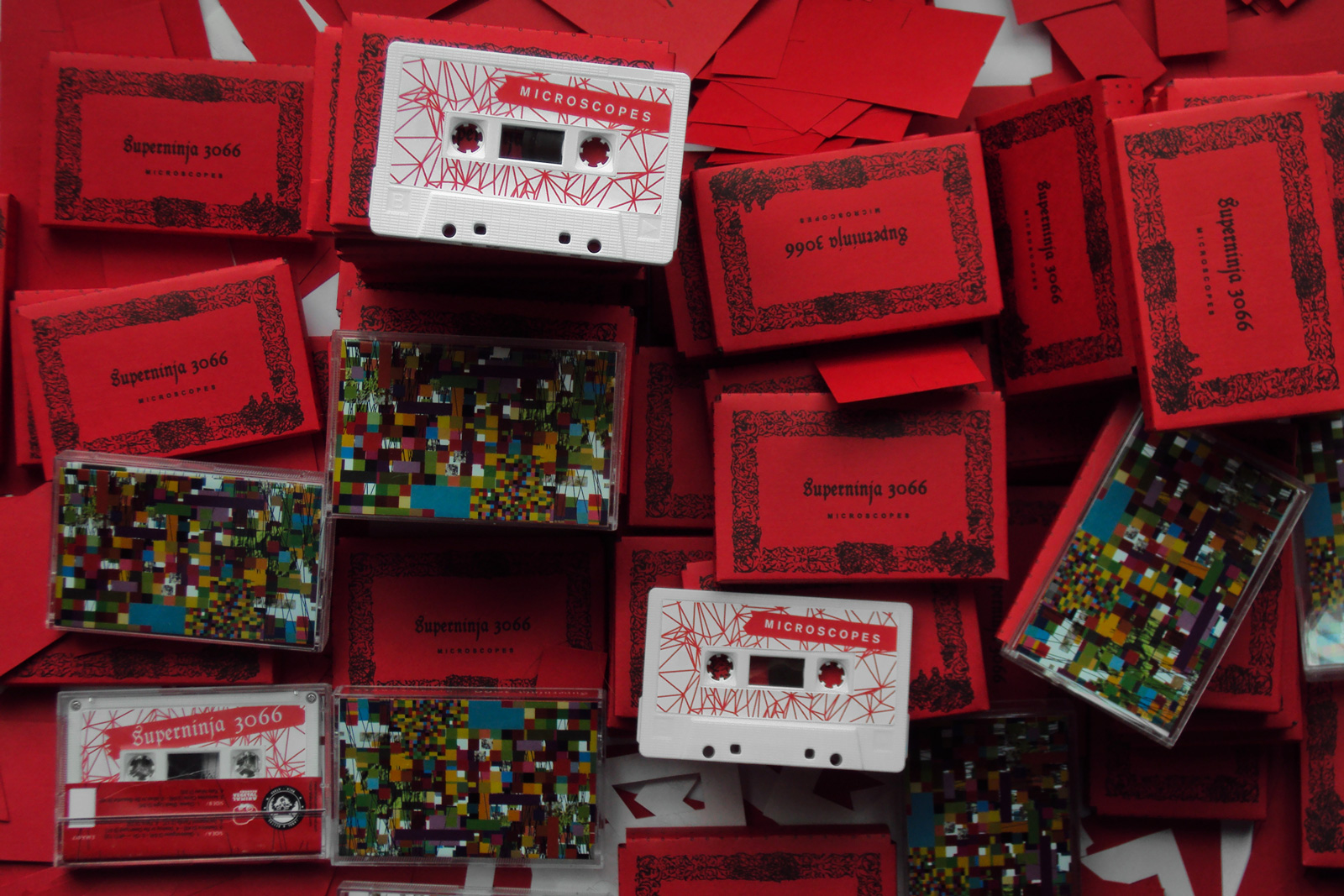
Album cassette edición limitada "Microscopes" (2008)

Superninja 3066 es una agrupación punk metal con influencia del grindcore, crust punk y sonidos experimentales. El proyecto es creado en Bogotá, Colombia en 2004 por Cami Donneys y el guitarrista Miguel Avendaño. En sus inicios tuvo voz en sus composiciones con tendencia grindcore,, crust punk , sin embargo, desde su segundo album mantienen su propuesta como una banda instrumental.  La ausencia de voces  hace que sea una banda precursora en la escena de música extrema hardcore punk y metal en Colombia.

## Miembros actuales
- Cami Donneys- Batería
- Miguel Avendaño - Guitarra
- Esteban Álvarez - Bajo

### Antiguos miembros
- Andrés Ramiro Navarro "Rockman"

## Discografía
Álbumes
- - 1 + 1  (2005)
- Microscopes (2008)